# امیل وادبلد
امیل وادبلد (فرانسوی: Émile Vadbled‎؛ زادهٔ ۲۱ آوریل ۱۸۷۶) دوچرخه‌سوار اهل فرانسه است.